# Fresh Kills Landfill

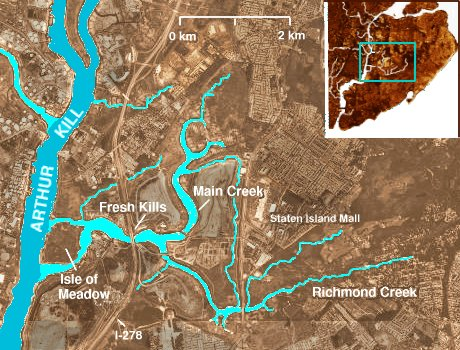
Geografische Übersicht des Fresh Kills Landfill

Fresh Kills Landfill ist eine stillgelegte Mülldeponie im New Yorker Stadtbezirk Staten Island in den Vereinigten Staaten. Sie wurde im Jahr 1948 eröffnet und entwickelte sich innerhalb von 50 Jahren zur weltweit größten Deponie. Im März 2001 wurde die Deponie stillgelegt. Nach dem Terroranschlag am 11. September 2001 auf das World Trade Center wurde die Deponie wieder geöffnet, um Trümmer aufzunehmen; seitdem wird das zwölf Quadratkilometer große Areal zu einer Parkanlage umgewandelt.

## Geographie
Die Fresh Kills (Kill ist abgeleitet von dem niederländischen Wort kil, das Flussbett bedeutet) sind ein Zufluss des Arthur Kill, einem Ästuar, der die westliche Grenze der zum Stadtgebiet von New York City zählenden Insel Staten Island darstellt und diese vom Bundesstaat New Jersey abtrennt. Die Fresh Kills bestehen aus zwei Flussarmen, dem Rain Creek und dem Richmond Creek, durch die der zentrale Teil Staten Islands entwässert wird. Die Region war vor Beginn der Aufschüttungen durch die Mülldeponie Marschland.
Das Gelände der Fresh Kills Landfill umfasst zwölf Quadratkilometer und nimmt somit rund 11 % der Fläche von Staten Island ein. Nur etwa 45 % der Fläche der Deponie wurden tatsächlich zur Lagerung von Müll genutzt; die Deponieflächen konzentrierten sich auf vier Sektoren, die durch die Flussarme und die in den 1960er-Jahren gebaute New York State Route 440 getrennt werden.

## Geschichte der Mülldeponie

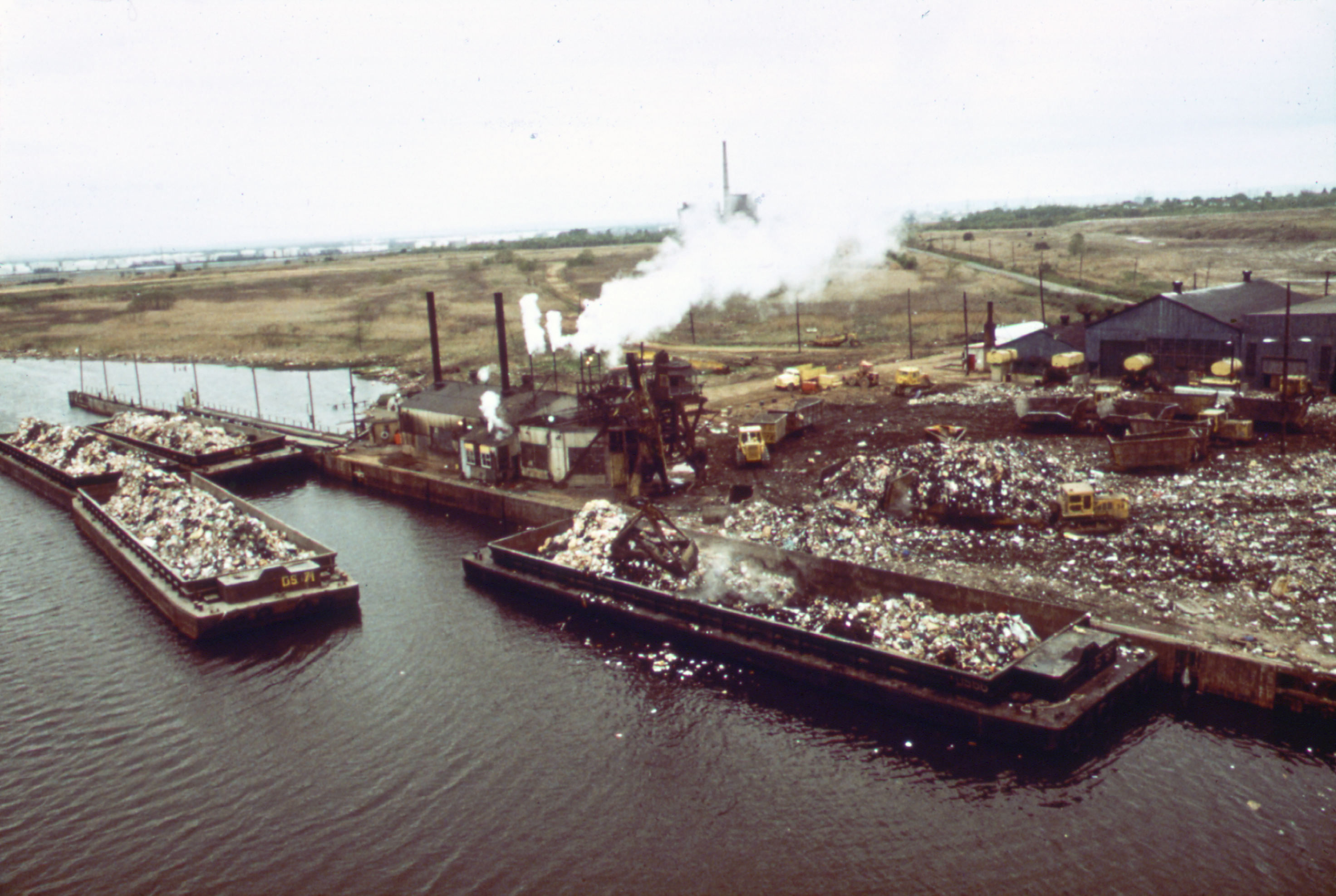
Bargen bringen Müll zur Deponie (1973)

Fresh Kills Landfill wurde im Jahr 1948 nach Plänen des New Yorker Stadtplaners Robert Moses eingerichtet. Es war Teil eines Stadtentwicklungsplans, der die intensive Nutzung von Staten Island als Wohngebiet vorsah. Die Mülldeponie sollte zunächst nur für fünf Jahre in Betrieb sein und hauptsächlich der Landgewinnung in der sumpfigen Region dienen. Da im New Yorker Stadtgebiet immer mehr Mülldeponien geschlossen wurden, wuchs jedoch die Bedeutung der Fresh Kills Landfill. Gab es vor Ausbruch des Zweiten Weltkriegs noch rund 90 Deponien, waren es in den späten 1970er-Jahren nur noch sechs. 1974 nahm Fresh Kills Landfill bereits 50 % des gesamten Hausmülls der Stadt New York auf, 1989 waren es 94 %. Im Jahr 1991 wurde die letzte Mülldeponie in Queens geschlossen, womit Fresh Kills Landfill die einzige verbleibende Deponie im Stadtgebiet war.

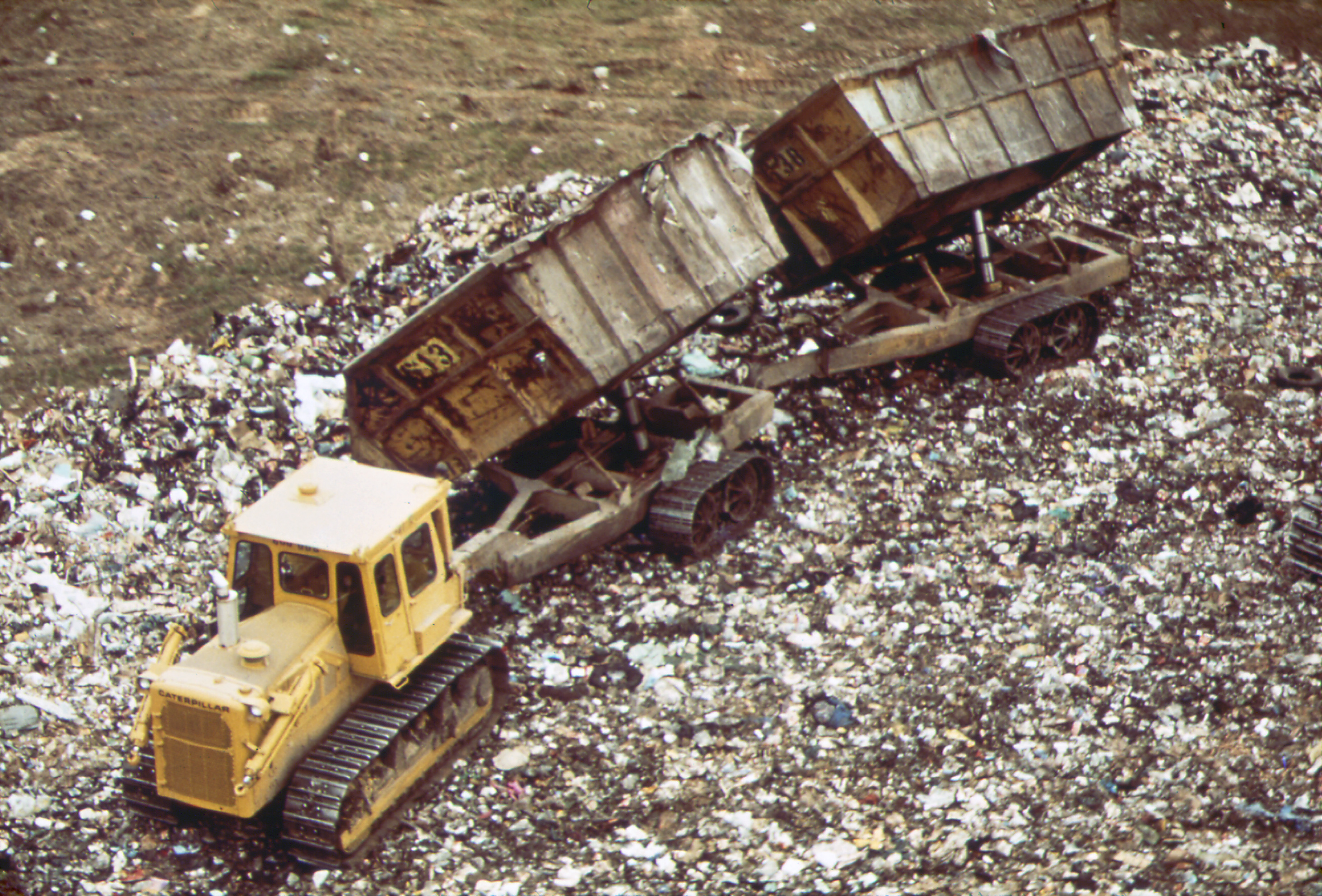
Ein Caterpillar D7 zieht Waggons mit Müll

Nachdem sich in den 1960er-Jahren die Bevölkerungszahlen in Staten Island mehr als verdoppelt hatten und die Wohngebiete immer näher an den Fresh Kills Landfill heranrückten, wurde zunehmend die Schließung der Deponie gefordert. Mangels Alternativen wurde aber der Betrieb weiter aufrechterhalten. In den Jahren 1992 und 1993 wurden die ersten beiden der insgesamt vier Sektionen der Fresh Kills Landfill stillgelegt, 1997 folgte eine dritte Sektion. Zuvor wurde im Mai 1996 die vollständige Schließung der Deponie bis zum Ende des Jahres 2001 beschlossen. Am 22. März 2001 wurde der letzte Transport von Hausmüll in Fresh Kills in Empfang genommen. Zuletzt wurden täglich mehr als 14.000 Tonnen auf der Fresh Kills Landfill abgeladen, der Transport zur Deponie erfolgte größtenteils über Müllschiffe. Seit der Schließung von Fresh Kills ist New York City auf den Versand des Mülls auf Deponien in benachbarten Bundesstaaten angewiesen. Dadurch stiegen die Müllgebühren um 50 %.
Zum Zeitpunkt der Schließung hatte das zuletzt genutzte Segment der Deponie eine Höhe von 69 Metern (225 ft) erreicht. Planungen in den 1980er-Jahren hatten bis zum Jahr 2005 eine Aufschüttung auf eine Höhe von 154 Metern (505 ft) vorgesehen, womit der Müllberg nicht nur die Höhe der Cheops-Pyramide übertroffen hätte, sondern auch der höchste Punkt der nordamerikanischen Atlantikküste südlich von Maine gewesen wäre. Fresh Kills Landfill ist nicht nur die größte Mülldeponie der Welt, sondern gilt auch als eines der größten je von Menschen erschaffenen Objekte. Das Volumen der Müllhalden wird auf 115 Millionen Kubikmeter geschätzt, ihr Gewicht auf 150 Millionen Tonnen.
Sechs Monate nach der Schließung wurde die Mülldeponie kurzzeitig wieder eröffnet, da nach den Terroranschlägen am 11. September 2001 ein Ort zur Lagerung und Aufarbeitung der Überreste des World Trade Centers gefunden werden musste. In den folgenden Monaten wurden 1,62 Millionen Tonnen Schutt zur Fresh Kills Landfill transportiert, wo dieser dann nach den sterblichen Überresten der Opfer des Gebäudeeinsturzes durchsucht wurde. Nach der Untersuchung wurden die Reste des World Trade Centers auf dem Areal begraben.

## Umweltproblematik
Im Mittelpunkt der Kritik an Fresh Kill Landfill standen die immensen Umweltbelastungen durch die Mülldeponie. Vor allem durch die Anlieferung per Schiff gingen regelmäßig größere Mengen an Müll verloren, die dann durch den Arthur Kill an den Strand von Woodbridge in New Jersey getrieben wurde. Die Stadt New York wurde mehrmals gerichtlich dazu verpflichtet, die Verschmutzung der Gewässer zu verhindern. Für Schlagzeilen sorgte 1987 eine Verschmutzung der Strände New Jerseys durch medizinische Abfälle wie gebrauchte Spritzen, die von Fresh Kill Landfill weggeschwemmt wurden. Die Stadt New York wurde zu Schadensersatzzahlungen verurteilt. Der Vorfall wurde als „Syringe Tide“ bekannt und fand unter anderem in Billy Joels Song We Didn’t Start the Fire Erwähnung.
Daneben wurde die Umwelt der Deponie durch Zersetzungsprodukte des Mülls belastet. Es wurden täglich rund neun Millionen Liter Deponiesickerwasser freigesetzt, die vor der Errichtung einer Aufbereitungsanlage ungefiltert in die Kills gelangten. Eine hohe Belastung der Gewässer mit Schwermetallen war die Folge. Aufgrund des starken Umwelteinflusses der Abfalllagen wurde die Basis der Mülldeponie als globaler Startpunkt (GSSP) des Anthropozäns diskutiert.
Von globalem Ausmaß waren die Emissionen von Deponiegas. Messungen aus dem Jahr 1997 ergaben, dass täglich 2650 Tonnen des Treibhausgases Methan freigesetzt wurden. Dieses entsprach 6 % der gesamten Methanemission der Vereinigten Staaten und 2 % weltweit. Seit 1998 wird das freigesetzte Methan gesammelt, in speziellen Anlagen aufbereitet und zur Energieerzeugung verkauft. Die Stadt New York nimmt durch den Verkauf des Methans jährlich elf Millionen US-Dollar ein.
Neben Methan wurden auch zahlreiche andere flüchtige organische Verbindungen freigesetzt. Durch Untersuchungen der Environmental Protection Agency aus dem Jahr 1995 konnten mehr als 100 organische Verbindungen im Deponiegas nachgewiesen werden. Eine Studie aus dem Jahr 1997 legte einen Zusammenhang zwischen der Luftverschmutzung durch die Fresh Kills Landfill und einer erhöhten Zahl von Asthmaerkrankungen auf Staten Island nahe.

## DasFresh Kills Park Project
Nach der Stilllegung der Mülldeponie wurde im September 2001 ein Design-Wettbewerb zur Schaffung von Fresh Kills Park gestartet. Im Juni 2003 wurde das Landschaftsarchitekturbüro Field Operations mit der Planung beauftragt. Vorgesehen sind fünf miteinander verbundene Parks, die eine Gesamtfläche von neun Quadratkilometern einnehmen und zusammen etwa zweieinhalbmal so groß wie der Central Park sein werden.
Neben der Anlage von Sportstätten wie Golfplätzen, Fußballfeldern und Mountainbike-Parcours sollen auch Möglichkeiten zum Wassersport geschaffen werden. Bereiche in Küstennähe sollen nach Bepflanzungen als Naturschutzgebiete ausgewiesen werden. Im größten Park, dem West Park, soll ein Mahnmal an die Opfer der Terroranschläge des 11. September 2001 erinnern.
Die Fertigstellung des gesamten Fresh Kills Park wird in drei Phasen erfolgen und rund 30 Jahre dauern, da sich die aufgeschütteten Müllberge zunächst setzen und die Emissionen durch die Zersetzung der Abfälle abklingen müssen. So hat sich das Niveau des zuletzt geschlossenen Segments der Fresh Kills Landfill von 2001 bis 2006 bereits um fünf Meter abgesenkt. Im Oktober 2012 wurde der Schmul Park, als erster Teil des Fresh Kills Parks, für die Öffentlichkeit zugänglich gemacht.